# Kecamatan Bulakamba
Kecamatan Bulakamba är ett distrikt i Indonesien.   Det ligger i provinsen Jawa Tengah, i den västra delen av landet, 240 km öster om huvudstaden Jakarta.